# نيمانيا بروتيتش
نيمانيا بروتيتش (بالصربية: Немања Протић) مواليد 13 أغسطس 1986 في تشاتشاك، جمهورية صربيا الاشتراكية، هو لاعب كرة سلة صربي. بدأ مسيرته الاحترافية في سنة 2005. حقق المركز الأول في الألعاب الجامعية الصيفية 2009.

## المسيرة الاحترافية
لعب مع نادي إف إم بي لكرة السلة من سنة 2006 إلى 2010، ثم لعب مع إي دبليو إي باسكتس أولدنبورغ في الدوري الألماني في موسم 2010–2011، ثم لعب مع نيجني نوفغورود في الدوري الروسي في موسم 2011–2012، ثم لعب مع نادي بودوشنوست لكرة السلة في موسم 2013–2014.

## الميداليات
| الميدالية | المسابقة                      |
| --------- | ----------------------------- |
| ذهبية     | الألعاب الجامعية الصيفية 2009 |

## روابط خارجية
- نيمانيا بروتيتش على موقع الدوري الأوروبي لكرة السلة (الإنجليزية)
- نيمانيا بروتيتش على موقع كرة السلة الأوروبية.كوم (الإنجليزية)
- نيمانيا بروتيتش على موقع ريلجم (الإنجليزية)
- نيمانيا بروتيتش على موقع بروبوليرز (الإنجليزية)
- نيمانيا بروتيتش على موقع سبورتس رفرنس (الإنجليزية)